# Nguyễn Viết Tiến
Ông Nguyễn Viết Tiến (sinh năm 1959) là một Giáo sư, Tiến sĩ Y khoa và chính khách Việt Nam. Ông nguyên là Ủy viên Ban Cán sự Đảng, Thứ trưởng Bộ Y tế.

## Lý lịch và học vấn
Ông Nguyễn Viết Tiến sinh ngày 2 tháng 8 năm 1959, quê quán Hà Tĩnh.
Ông có học hàm học vị: Giáo sư, tiến sĩ Y khoa.
Ông được phong tặng Anh hùng lao động năm 2009, Nhà giáo nhân dân năm 2012, Nhân tài đất Việt năm 2013.
AHLĐ. NGND. GS. TS. BS Nguyễn Viết Tiến là một trong những Chuyên gia tiên phong về nghiên cứu và thực hành thụ tinh trong ống nghiệm (IVF) tại Việt Nam. Trong suốt gần 40 năm công tác, GS. Nguyễn Viết Tiến đã giữ nhiều cương vị quan trọng trong nền Y tế nước nhà như Nguyên Thứ trưởng thường trực Bộ Y tế, Chủ tịch Hội Phụ Sản Việt Nam, Nguyên Giám đốc Trung tâm Hỗ trợ sinh sản Quốc gia,  Nguyên Giám đốc Bệnh viện Phụ Sản Trung Ương; đồng thời GS Nguyễn Viết Tiến còn là Chuyên gia cao cấp – Bác sĩ đầu tiên của Việt Nam học về Thụ tinh trong ống nghiệm tại Michigan – Mỹ. Hiện nay, AHLĐ. NGND. GS. TS. BS Nguyễn Viết Tiến vẫn tiếp tục cống hiến trong ngành Y tế với cương vị là Giám đốc Bệnh viện Phụ sản Thiện An.
- Nguyên Thứ trưởng thường trực Bộ Y tế.
- Nguyên Giám đốc Bệnh viện Phụ Sản Trung Ương.
- Chủ tịch hội Phụ Sản Việt Nam.
- Nguyên Trưởng bộ môn Phụ Sản trường Đại học Y Hà Nội.
- Nguyên Giám đốc Trung tâm Hỗ trợ sinh sản Quốc gia.
- Chuyên gia cao cấp – Bác sĩ đầu tiên của Việt Nam học về Thụ tinh trong ống nghiệm tại Michigan – Mỹ.

## Sự nghiệp
Trước khi được bổ nhiệm làm Thứ trưởng Bộ Y tế, ông Nguyễn Viết Tiến từng đảm nhiệm chức vụ Giám đốc Bệnh viện Phụ sản Trung ương.
Ngày 19/10/2010, Thủ tướng Chính phủ Nguyễn Tấn Dũng đã ký quyết định số 1908 QĐ/TTg về việc bổ nhiệm ông Nguyễn Viết Tiến giữ chức Thứ trưởng Bộ Y tế.
Ngày 8/12/2015, tại quyết định số 2189/QĐ-TTg, Thủ tướng quyết định bổ nhiệm lại ông Nguyễn Viết Tiến giữ chức Thứ trưởng Bộ Y tế.
Ngày 17/8/2016, ông thôi kiêm nhiệm phụ trách điều hành Bệnh viện Việt Đức.
Tại Quyết định số 752/QĐ-TTg, Thủ tướng quyết định ông Nguyễn Viết Tiến, Thứ trưởng Bộ Y tế nghỉ hưu theo chế độ từ ngày 1/9/2019.
Từ năm 2020, GS Nguyễn Viết Tiến tiếp tục làm việc tại Bệnh viện Phụ sản Thiện An với vai trò là Cố vấn cao cấp về chuyên môn, Chuyên gia Điều trị Vô sinh - Hiếm muộn, thực hiện Hỗ trợ sinh sản (IUI, IVF); Chuyên gia Phẫu thuật Phụ khoa.
Năm 2022, GS Nguyễn Viết Tiến trở thành Giám đốc Bệnh viện Phụ sản Thiện An.

## Các Huân chương, Giải thưởng
Với những đóng góp to lớn cho ngành Y tế nói chung, lĩnh vực Sản – Phụ khoa nói riêng; GS Nguyễn Viết Tiến được phong tặng các danh hiệu cao quý:
- Huân chương Lao động hạng Nhì (được phong tặng năm 2013), Huân chương Lao động hạng Nhất, Huân chương Độc lập hạng Ba năm 2019, 
- Anh hùng lao động (được phong tặng năm 2009), 
- Nhà giáo nhân dân (phong tặng năm 2012), 
- Nhân tài Đất Việt (phong tặng năm 2013),
- Danh hiệu Trí thức tiêu biểu của Tổng hội Y học Việt Nam trao tặng năm 2019; 
- Danh hiệu Nhà quản lý xuất sắc thời kỳ đổi mới năm 2013, 
- Bằng khen của Thủ tướng Chính phủ; các Bằng khen của Bộ Y tế…
Trong thời gian đầu tiên hoạt động, Bệnh viện Phụ sản Thiện An đã có những giải thưởng đầu tiên cho những đóng góp to lớn vào sự nghiệp nâng cao sức khỏe toàn dân, đặc biệt trong lĩnh vực điều trị Vô sinh - Hiếm muộn:
- AHLĐ. NGND. GS. TS. BS Nguyễn Viết Tiến được phong tặng danh hiệu “Trí thức tiêu biểu Việt Nam năm 2022” tại Lễ trao bảng vàng ghi danh Doanh nhân – Trí thức tiêu biểu Việt Nam năm 2022
- Bệnh viện Phụ sản Thiện An được tặng danh hiệu "“Top 10 thương hiệu vàng Việt Nam năm 2022” tại Lễ trao bảng vàng ghi danh Doanh nhân – Trí thức tiêu biểu Việt Nam năm 2022